# Patagotitan
 Patagotitan  ist eine Gattung von sauropoden Dinosauriern aus der Gruppe der Titanosauria. Die einzige bekannte Art der bislang monotypischen Gattung ist Patagotitan mayorum aus dem obersten Albium / untersten Cenomanium (vor ca. 107,5 bis 96,2 Millionen Jahre) von Argentinien.
Patagotitan ist eines der größten bekannten Landtiere aller Zeiten.

## Etymologie und Fundgeschichte
Der Gattungsname setzt sich zusammen aus „Patago“ für Patagonien und altgriechisch Τιτάν, den Titanen aus der antiken griechischen Mythologie. Der Artzusatz „mayorum“ ehrt die Familie Mayo, auf deren Farm „La Flecha“ die Fossilreste gefunden wurden und die auch maßgeblich an der wissenschaftlichen Bergung der Fundstücke beteiligt war.
Erste Berichte über den Fund großer fossiler Knochen auf dem Gebiet der Farm „La Flecha“ etwa 260 Kilometer westlich der Stadt Trelew in der argentinischen Provinz Chubut stammen vom Landarbeiter Aurelio Hernandez aus dem Jahr 2010. Sein Fund wurde beim Museo Paleontológico Egidio Feruglio (MPEF) gemeldet. Zwischen 2012 und 2015 konnten im Rahmen mehrerer Grabungskampagnen fast 130 Knochen von Sauropoden und 57 Zähne von Theropoden („Raubsauriern“) geborgen werden.

## Fossilbeleg

Die Rekonstruktion des Skeletts (Nachbildung) vermittelt einen Eindruck des Tieres, insbesondere der Schädel ist jedoch hypothetisch, da kein entsprechendes Fossilmaterial gefunden worden ist

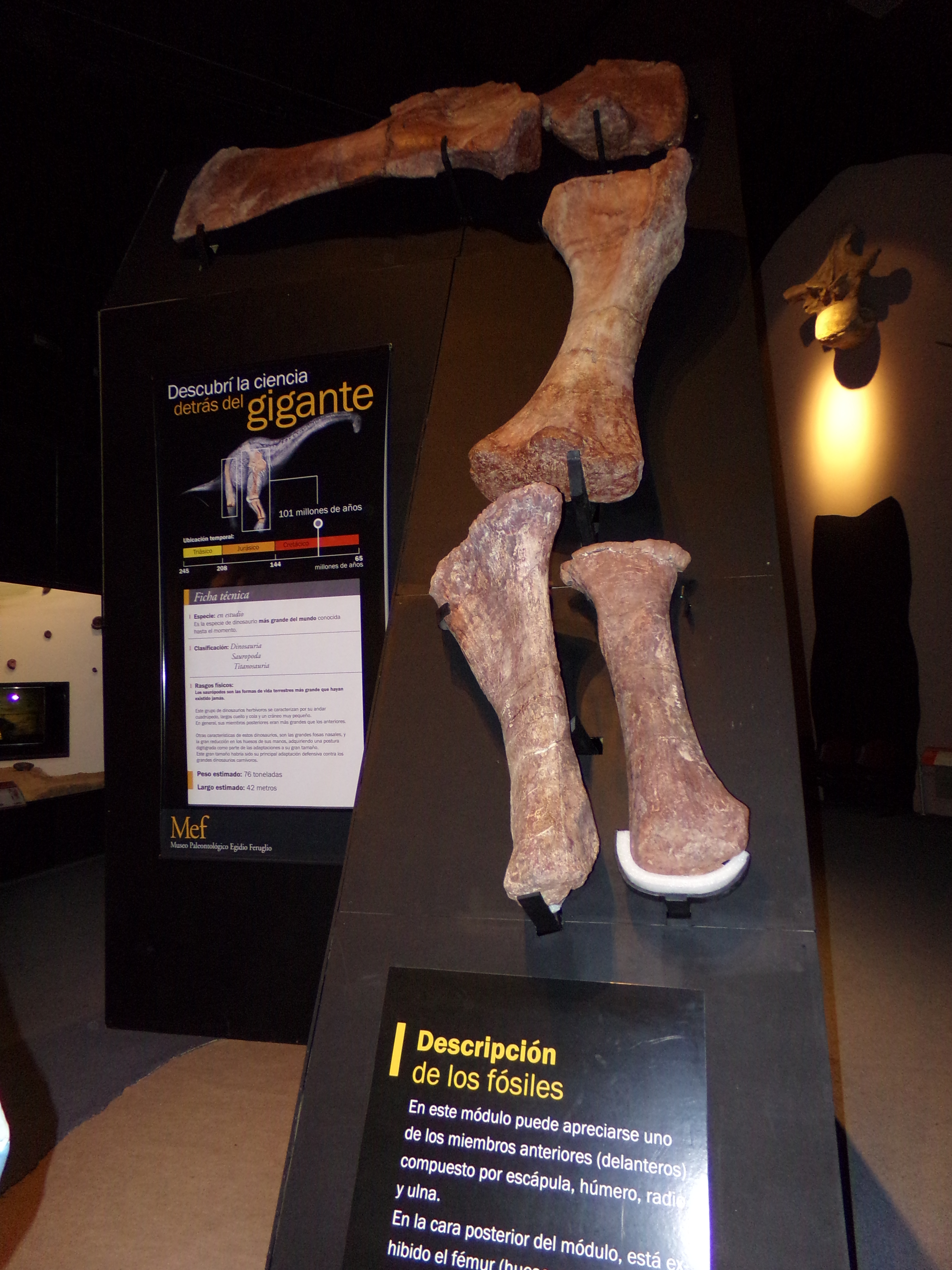
Rechtes Vorderbein: Schulterblatt (oben), Oberarmknochen (Mitte), Elle und Speiche (unten) von P. mayorum im MPEF

Alle bislang bekannten Überreste von Patagotitan stammen aus der Cerro-Castaño-Member der Cerro-Barcino-Formation im Somuncurá-Cañadón-Asfalto-Sedimentbecken der Provinz Chubut. Die Gattung lebte somit vermutlich in prähistorischer Zeit im westlichen Teil des Großkontinents Gondwana. Die teilweise vulkaniklastischen Sandsteine des Cerro Castaño Members wurden in der obersten Unterkreide (Albium) in einem träge fließenden mäandrierenden Flusssystem abgelagert. Die Sauropodenfunde umfassen Reste von mindestens sechs Individuen aus drei nahe beieinander liegenden Fundhorizonten (FLV1-FLV3). Die absolut-zeitliche (geochronologische)  Uran-Blei-Datierung der Zirkone aus der Lage von Vulkanasche zwischen den Fundhorizonten FLV1 und FLV2 ergab ein Alter von 101,62 ± 0,18 Millionen Jahre.
Der Holotypus MPEF-PV 3400 (FLV3) umfasst zwei Halswirbel, acht Rückenwirbel, mehrere Schwanzwirbel aus dem vorderen Bereich des Schwanzes, 3 Chevronknochen, mehrere Rippen, ein Schulterblatt und ein Rabenbein (Coracoid), beide Brustbeinplatten, beide Schambeinknochen und beide Oberschenkelknochen.
Der Paratypus MPEF-PV 3399 (FLV1) umfasst drei Rückenwirbel, eine Elle (Ulna) und eine Speiche (Radius), beide Schambeinknochen und beide Sitzbeine des Beckens, ein Oberschenkelknochen sowie mehrere teilweise erhaltene Rippen, Hals- und Schwanzwirbel und Chevronknochen.
Dazu kommen:
- MPEF-PV 3372: ein einzelner Zahn
- MPEF-PV 3375: ein Oberschenkelknochen
- MPEF-PV 3390: Wirbelkörper eines Halswirbels (FLV1)
- MPEF-PV 3391 und 3392: 2 Wadenbein-Fragmente unterschiedlicher Größe (FLV1)
- MPEF-PV 3393: ein Schwanzwirbel (FLV1)
- MPEF-PV 3394: ein Oberschenkelknochen (FLV1)
- MPEF-PV 3395 und 3396: zwei Oberarmknochen (FLV1)
- MPEF-PV 3397: ein Oberarmknochen (FLV2)

Patagotitan zählt damit zu einem der am vollständigsten bekannten Vertreter der Titanosauria.
Etwa 300 Meter westlich der ursprünglichen Fundstelle wurde in derselben stratigraphischen Lage eine weitere Grabung durchgeführt (FLV4). Die Grabung erbrachte acht noch zusammenhängende Schwanzwirbel (einschließlich der dazu gehörenden Chevronknochen) und zwei Schambeinknochen eines ähnlich großen Sauropoden. Die Bergung dieser Funde ist allerdings noch nicht abgeschlossen (Stand 2017) und ein eindeutiger Zusammenhang mit Patagotitan ist noch nicht bestätigt.

## Merkmale der Gattung

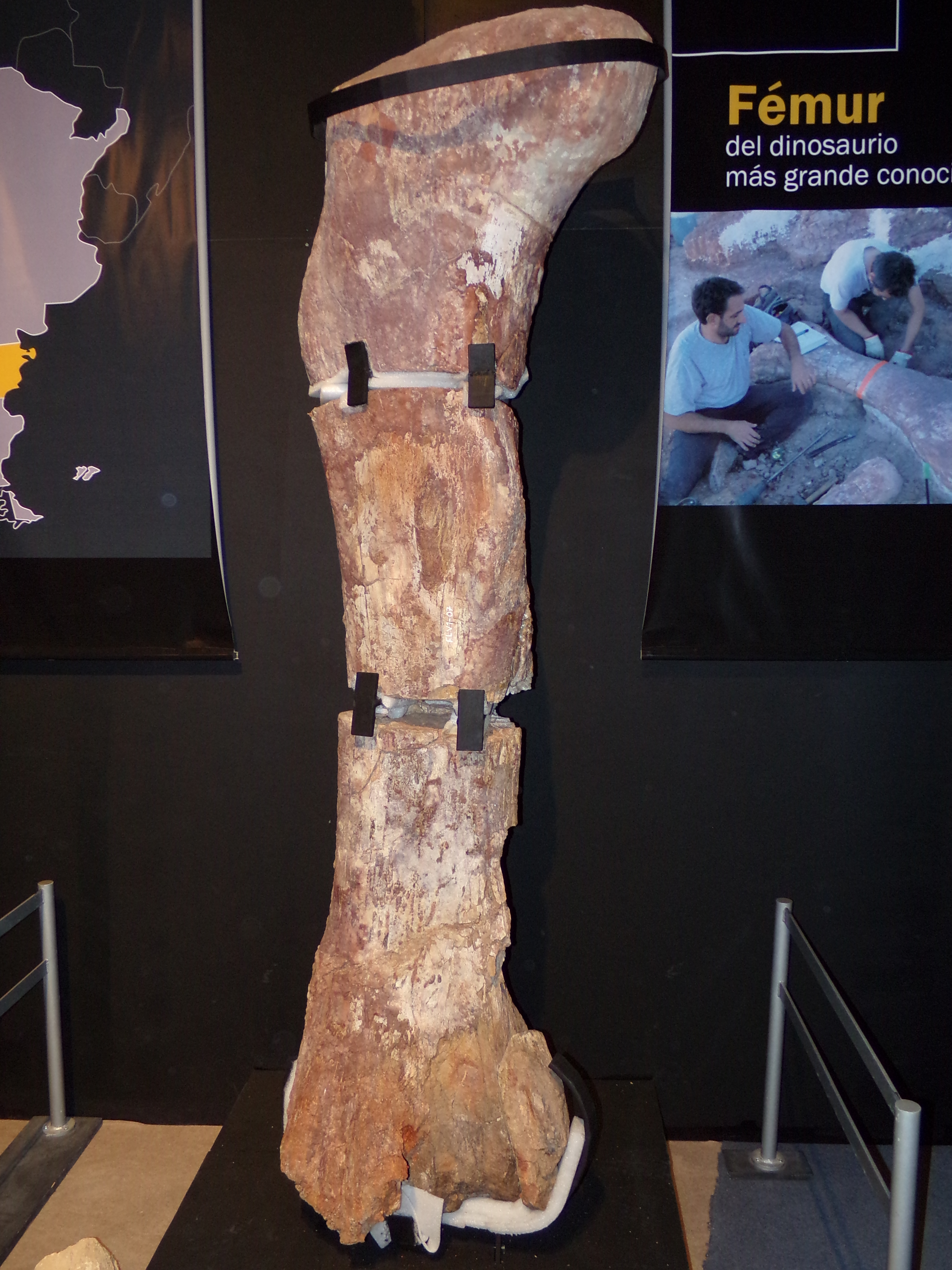
Rechtes Hinterbein: Oberschenkelknochen von P. mayorum im MPEF

Carballido et al., 2017 benennen mehrere charakteristischer Gattungsmerkmale:
- Ein dreieckiges Hyposphen ausschließlich am dritten Rückenwirbel.
- Der Wirbelkörper des ersten Schwanzwirbels ist an der Vorderseite flach, an der Rückseite hingegen stark konvex.
- An der Rückseite der Dornfortsätze der Schwanzwirbel ist eine Zweiteilung angedeutet.
- Eine gerade Kante an der unteren Außenseite des Oberschenkelknochen (Femur).
- Eine markante Beule an der hinteren Außenseite des Oberarmknochen (Humerus).

Für Patagotitan wurden eine Länge von bis zu 37 Metern und eine Körpermasse von bis zu 69(±17) Tonnen angegeben. Histologische Untersuchungen an den Knochenresten deuten darauf hin, dass die gefundenen Individuen zwar adult waren, das Knochenwachstum jedoch noch nicht abgeschlossen war. Jüngere Untersuchungen (unter anderem von Gregory S. Paul) revidierten die Längenschätzung auf 31 Meter und die Gewichtsschätzung auf etwa 57 Tonnen. Auch mit diesen etwas geringeren Werten gehörte Patagotitan zu den größten bekannten Sauropoden, wobei einige Gattungen wie Argentinosaurus oder Maarapunisaurus vermutlich noch etwas größer wurden.

## Altersdatierung der Funde
Mit der Uran-Blei-Datierungmethode kann lediglich das Bildungsalter der Zirkone aus der Aschelage zwischen den Fundhorizonten FLV1 und FLV2 bestimmt werden und somit lediglich das höchstmögliche Alter der Asche, denn die datierten Zirkone könnten sich bereits vor der Ablagerung der Asche gebildet haben, also älter sein. Carballido et al., 2017 argumentieren, dass das ermittelte Maximalalter der Asche in etwa dem Alter der Fundhorizonte entspricht, obwohl diese aufgrund ihrer stratigraphischen Position etwas älter (FLV1) bzw. jünger (FLV2 und FLV3) als der vulkaniklastische Horizont sein müssen. Das Alter der Ascheschicht fällt in das oberste Albium. Die Autoren betonen jedoch, dass insbesondere die oberen Fundhorizonte auch jünger sein können und geben vorsichtig ein Fundalter zwischen oberem Albium und unterem Cenomanium an. Eine grobe Altersabschätzung würde dementsprechend zwischen ca. 107,5 Millionen Jahren (Beginn oberstes Albium) und ca. bis 96,2 Millionen Jahren (Ende unteres Cenomanium) liegen.
Weitere Datierungsversuche zur genaueren Alterseingrenzung der Fundhorizonte sind nach Angaben der Erstautoren zurzeit in Arbeit.

## Paläoökologie
Die Sedimente des Cerro Castaño Member der Cerro Barcino Formation wurden in der Flussaue eines flachen, mäandrierenden Flusssystems abgelagert. Es sind sowohl Sedimente der Flussgerinne selbst, als auch Sedimente der Überschwemmungsgebiete vorhanden. Aus Letzteren stammen die Funde von Patagotitan. Spuren einer Durchwurzelung der Sedimente deuten darauf hin, dass die Auenlandschaft eine Vegetationsdecke trug.
Die Sedimentstrukturen der Fundschichten deuten darauf hin, dass die Strömungsenergie des Ablagerungsraumes nicht hoch genug war um einzelne Knochen oder gar ganze Kadaver von Patagotitan über nennenswerte Entfernungen zu transportieren. Ebenso wenig konnten an den gefundenen Knochen Spuren einer Abrollung durch einen solchen Transport festgestellt werden. Der Ort der Einbettung ist also näherungsweise mit dem Sterbeort gleichzusetzen. Allerdings gibt es Anzeichen für unterschiedliche Verwitterungsgrade der Knochen von einzelnen Individuen, auch innerhalb der einzelnen Fundhorizonte FLV1 – FLV3. Das weist darauf hin, dass die Knochen der einzelnen Individuen unterschiedlich lange Zeit atmosphärischen Einflüssen ausgesetzt waren, bevor sie schließlich im Sediment eingebettet wurden. Mindestens ein Oberschenkelknochen (MPEF-PV 3394) weist Anzeichen für „Dinoturbation“ auf, d. h., er zeigt charakteristische Beschädigungsmuster, die auf ein Zertreten des Knochens durch andere Tiere hinweisen.
Die drei Fundhorizonte (FLV1 – FLV3) und die dazwischen liegenden Gesteinsschichten bilden eine knapp 2,5 m mächtige Sedimentabfolge. Aus diesen Befunden lässt sich schlussfolgern, dass die Fundstelle nicht Überreste eines einzelnen Sterbeereignisses enthält, sondern dass die Fundstelle über einen längeren Zeitraum hinweg regelmäßig von Patagotitan mayorum aufgesucht wurde und dass einzelne Individuen dort, unabhängig voneinander, verendet sind.
In den Fundhorizonten mit größeren, teilweise verbundenen Überresten von Patagotitan mayorum konnten auch zahlreiche Zähne von Theropoden („Raubsauriern“) geborgen werden (31 Zähne im Fundhorizont FLV1 und 26 Zähne im Fundhorizont FLV3). Die Vermutung, dass die fleischfressenden Theropoden an den riesigen Kadavern gefressen haben, liegt nahe, ist aber nicht durch eindeutige Hinweise, wie z. B. Bissspuren an den Knochen, belegt.